# Sandra Church
Pour les articles homonymes, voir Church.
Sandra Church est une actrice et chanteuse américaine, née le 13 janvier 1933 à San Francisco (Californie).

## Biographie
Au théâtre, Sandra Church joue à Broadway (New York) dans quatre pièces. La première est Picnic (en) de William Inge, mise en scène par Joshua Logan, représentée 477 fois de février 1953 à avril 1954 ; elle y remplace (à des dates non-spécifiées) Janice Rule dans le rôle de Madge Owens, aux côtés de Paul Newman (faisant lui aussi ses débuts à Broadway), Eileen Heckart, Arthur O'Connell et Ralph Meeker. La dernière est Under the Yum-Yum Tree de Lawrence Roman, avec Dean Jones, Nan Martin et Gig Young, représentée 173 fois de novembre 1960 à avril 1961.
Mais surtout, elle crée sur les planches new-yorkaises le rôle de Louise (alias Gypsy Rose Lee), aux côtés d'Ethel Merman et Jack Klugman, dans la comédie musicale Gypsy, sur une musique de Jule Styne et des lyrics de Stephen Sondheim, mise en scène et chorégraphiée par Jerome Robbins, représentée 702 fois de mai 1959 à mars 1961. Cette production lui permet d'obtenir en 1960 une nomination au Tony Award du meilleur second rôle féminin dans une comédie musicale.
Au cinéma, Sandra Church apparaît dans seulement trois films américains, le premier sorti en 1958, le troisième en 1986. Son deuxième, le plus connu, est Le Vilain Américain de George Englund, avec Marlon Brando et Eiji Okada, sorti en 1963.
Pour la télévision, elle contribue à six séries de 1955 à 1964.

## Théâtre à Broadway (intégrale)
(pièces, sauf mention contraire)
- 1953-1954 : Picnic de William Inge, mise en scène de Joshua Logan : Madge Owens (remplacement - dates non-spécifiées)
- 1957 : Holiday for Lovers de Ronald Alexander : Betsy Dean
- 1958 : Winnesburg, Ohio, adaptation par Christopher Sergel du roman éponyme de Sherwood Anderson, décors d'Oliver Smith, costumes de Dorothy Jeakins : Helen White
- 1959-1961 : Gypsy (Gypsy : A Musical Fable), comédie musicale, musique de Jule Styne, lyrics de Stephen Sondheim, livret d'Arthur Laurents (d'après les mémoires de Gypsy Rose Lee), mise en scène et chorégraphie de Jerome Robbins, costumes de Raoul Pène Du Bois : Louise (alias Gypsy Rose Lee)
- 1960-1961 : Under the Yum-Yum Tree de Lawrence Roman, décors d'Oliver Smith : Robin Austin

## Filmographie complète

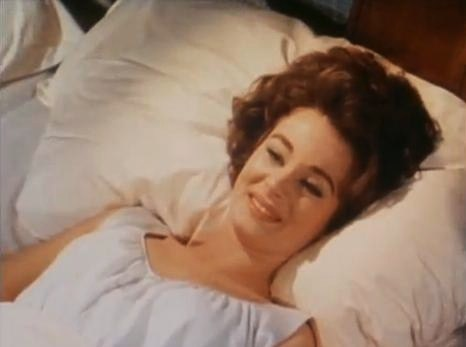
Dans Le Vilain Américain (1963)

### Au cinéma
- 1958 : The Mugger de William Berke : Jeannie Page
- 1963 : Le Vilain Américain (The Ugly American) de George Englund : Marion MacWhite
- 1986 : Star Slammer – La Prison des étoiles (Prison Ship ou The Adventures of Taura : Prison Ship Star Slammer) de Fred Olen Ray : Mogwart 2

### À la télévision
(séries)
- 1955 : Producers' Showcase
  - Saison 1, épisode 6 The Women de Vincent J. Donehue : Coiffeuse
- 1959 : Look Up and Live, épisode The Square : Jeune femme
- 1960 : The DuPont Show of the Month
  - Saison 3, épisode 8 Years Ago d'Alex Segal : Ruth Gordon Jones
- 1963 : The Eleventh Hour (en)
  - Saison 1, épisode 32 The Middle Child Gets All the Aches : Esther Miller
- 1963 : Kraft Suspense Theatre
  - Saison 1, épisode 4 A Hero for Our Times de Ralph Senensky : Ruth Evans
- 1964 : The Nurses
  - Saison 2, épisode 18 The Intern Syndrom de Ralph Senensky : Willa Stern

## Distinction
- 1960 : Nomination au Tony Award du meilleur second rôle féminin dans une comédie musicale, pour Gypsy.